# Cinnamomum podagricum
Cinnamomum podagricum är en lagerväxtart som beskrevs av André Joseph Guillaume Henri Kostermans. Cinnamomum podagricum ingår i släktet Cinnamomum och familjen lagerväxter. Inga underarter finns listade i Catalogue of Life.